# Bowie hunkydory
Bowie hunkydory (лат.) — вид блуждающих пауков рода Bowie (Ctenidae). Встречается в Непале (провинция Гандаки-Прадеш). Название происходит от альбома Hunky Dory (1971) британского музыканта Дэвида Боуи.

## Описание
Пауки средних размеров, длина самцов от 8,9 до 11,2 мм, самок — от 10,0 до 14,2 мм. Окраска самцов от желтовато- до красновато-коричневой; опистосома желтовато-коричневая, сверху с 4 красновато-коричневыми линиями, снизу несколько темнее, с 4 расходящимися вперед линиями со светлыми пятнами вокруг них. Окраска самки как у самца, но светлее; просома дорсально без каких-либо светлых волосков; ноги немного темнее дистально; опистосома снизу без отчётливых светлых пятен вокруг линий. Формула ног 4123. Имеют поперечный тегулярный апофиз, короткий эмболус со срединным ретролатеральным отростком и относительно короткий ретролатеральный голенный апофиз педипальп (RTA) у самцов, а также отчётливые переднебоковые «плечи» срединной пластинки и двулопастные боковые зубцы у самок с открыто видимыми основаниями соответствующих боковых зубцов.

## Таксономия и этимология
Вид был впервые описан в 2022 году немецким арахнологом Петером Егером. Видовой эпитет происходит от название альбома Hunky Dory (1971) британского певца Дэвида Боуи — по случаю 75-летия рок-легенды и с целью привлечь внимание к всё ещё в значительной степени неизученному разнообразию и защите природы.
Внешне и по строению копулятивных органов Bowie hunkydory сходен с видами Bowie ziggystardust и Bowie ladystardust. Включён в видовую группу cladarus по наличию общих признаков: имеют сходное строение копулятивных органов самца и самки, то есть поперечный тегулярный апофиз, короткий эмболус со срединным ретролатеральным отростком и относительно короткий ретролатеральный голенный апофиз педипальп (RTA) у самцов, а также отчётливые переднебоковые «плечи» срединной пластинки и двулопастные боковые зубцы у самок с открыто видимыми основаниями соответствующих боковых зубцов.

## Распространение
Встречается в Непале (провинция Гандаки-Прадеш), обнаружен на высотах 2130, 2300 и 2520—2600 м.